# Parque ecológico la Periquera
El parque ecológico La Periquera es una reserva natural y un destino turístico, ubicado en la región central del departamento de Boyacá, en el centro del país suramericano Colombia. Cuenta con un conjunto de cascadas, rodeadas de bosques con una gran diversidad biológica, se ha convertido en un gran destino para todo tipo de personas.

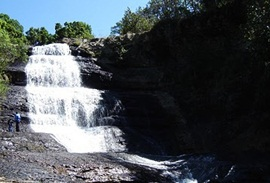
Cascada La Periquera

## Descripción
El parque está conformado por un bosque el cual cuenta en su mayoría con la especie nativa de la zona que es el roble, su manto está constituido por rocas compactas. El río Cebada nace 8 km atrás y es el que pasa por todo el parque conformando la cadena de cascadas, la primera cascada tiene una caída de 15 metros, la cual lleva el nombre de la "Periquera", el cual proviene de una especie de aves llamada el perico, la cual habitaba en esta zona.

## Ubicación
Está ubicado en el municipio de Villa de Leyva que se encuentra a 177 km al norte de Bogotá en la Cordillera Oriental (Colombia), al arribar a Villa de Leyva hay dos opciones para llegar, la primera es por la vía Arcabuco desviando en el kilómetro doce hacia la izquierda, por el que sigue un tramo de dos kilómetros más, por un destapado. La segunda opción es un recorrido completamente destapado por el sector del "Pozo de la vieja" por el cual son 13 kilómetros para llegar.

## Prácticas deportivas
Por su geografía en el parque se practican varios deportes extremos como lo son: el canopy, torrentismo, rapel, muro de escalada, entre otros; igualmente se realizan caminatas ecológicas las cuales, gracias a la biodiversidad de la zona son muy comunes y apetecidas por los visitantes.

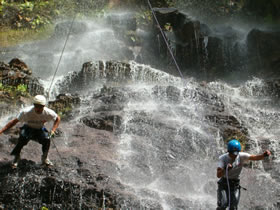
Torrentismo cascadas parque ecológico La Periquera.

## Citas
1. ↑  Porup, Jens; Laub, Kevin; Reid, Robert. Colombia 5. Lonely Planet. pp. 106-107.
2. ↑  Caputo, Lorrain. Viva Colombia Adventure Guide.

- Datos: Q6062869